# Гур'єв Григорій Іванович
Григорій Іванович Гур'єв (рос. Григорий Иванович Гурьев; 3 січня 1921, Дурово-Бобрик — 15 листопада 1943) — радянський офіцер, Герой Радянського Союзу, в роки радянсько-німецької війни ад'ютант командира стрілецького батальйону 203-го гвардійського стрілецького полку 70-ї гвардійської стрілецької дивізії 13-ї армії Центрального фронту, гвардії капітан.

## Біографія
Народився 3 січня 1921 року в селі Дурово-Бобрик Льговського району Курської області в селянській родині. Росіянин. Член ВЛКСМ з 1939 року. У 1939 році закінчив середню школу. Вступив до Дніпропетровського металургійного інституту.
У жовтні 1939 року призваний до лав Червоної Армії. У боях радянсько-німецької війни з 1941 року. Воював на Південно-Західному, Сталінградському, Центральному і 1-му Українському фронтах.
У вересні 1943 року батальйон Г. І. Гур'єва захопив і утримував плацдарм в районі населеного пункту Крушняки (Макарівський район) на правому березі річки Прип'ять. За сім днів відбив 16 атак противника, чим сприяв переправі інших підрозділів.
Указом Президії Верховної Ради СРСР від 16 жовтня 1943 року за мужність і відвагу, проявлені при форсуванні Дніпра і Прип'яті, гвардії капітану Гур'єву Григорію Івановичу присвоєно звання Героя Радянського Союзу.
Загинув у бою 15 листопада 1943 року. Похований у селі Морозівка Брусилівського району Житомирської області.

## Нагороди, пам'ять

Погруддя в Коростишеві

Нагороджений орденом Леніна (16 жовтня 1943).
У місті Коростишеві Житомирської області на Алеї Героїв Г. І. Гур'єву встановлено погруддя.